# أسامة إبراهيم (لاعب كرة قدم)
أسامة إبراهيم (1 أبريل 1993 بمصر - ) هو لاعب كرة قدم مصري في مركز الظهير الأيمن.

## وصلات خارجية
أسامة إبراهيم على موقع قاعدة بيانات كرة القدم.إي يو (الإنجليزية)